# TDK Crew

Graffito di Raptuz a Los Angeles

La TDK è una crew di writers milanese, tra gli storici gruppi che hanno coltivato la disciplina del graffitismo a Milano alla fine degli anni ottanta.

## Storia
Il king della crew è Raptuz, writer membro fondatore della Spaghetti Funk assieme ai rapper J-Ax e Space One. La crew si occupa solo di una disciplina dell'hip hop, il writing, restando però legata alla Spaghetti Funk, crew che si occupa di mcing e djing. I membri della crew hanno partecipato alle più importanti manifestazioni di writing, tra cui il Write4Gold a Roma, il La Gold Rush a Los Angeles, il Vuoti a rendere, il Write For Food a Milano e l'Energy Fest in provincia di Pordenone.

## Formazione
Il gruppo era inizialmente formato dai writer:
- Raptuz
- Skah
- Mec
- Sten
- Reo
- Rendo

Nel 1997 sono entrati a far parte della crew:
- Neuro
- Grido
- Trep

Dal 2004 al 2006 ha fatto parte della crew anche Dream
Nel 2006 la crew si allarga ulteriormente, entrano nella crew i writer:
- Senso[6]
- Gatto Max

2009
- Kunos
- ShineRoyal
- Zero

2010
- EricsOne

attualmente la crew è formata da :
- Asker (Milano)
- Bedo (Milano)
- Berse
- Done (Caltanissetta)
- Dytch 66 (Los Angeles)
- Ericsone (Milano)
- Gatto Max (Milano)
- Kunos (Pescara)
- Mambo (Bologna)
- Mec (Milano)
- Neuro (Milano)
- Omer (Milano)
- Raptuz (Milano)
- Rendo (Milano)
- Reo a.k.a. Jay-D (Milano/Ferrara)
- Rosk (Palermo)
- Seacreative (Milano)
- Senso (Bergamo/Berlino)
- Shine Royal (Milano)
- Simon Dee (Milano)
- Skah (Vicenza)
- Sten (Milano/Firenze)
- Style One
- Mr. Thoms (Roma)
- Tomoz (Forlì)
- Trep (r.i.p.)
- Mr. Unek (Albuquerque)
- Weik (Milano)
- Zero (Milano)